# Российская Федерация (монеты)
«Российская Федерация» — серия памятных монет из недрагоценных металлов, выпускаемых ЦБ РФ, посвящённых субъектам Российской Федерации; монеты предназначены для обращения и являются законными платёжными средствами на всей территории России.
Монеты серии «Российская Федерация» обязательно доставляются в отделение банка соответствующего субъекта, которому посвящена монета.

## Основные сведения
Все монеты предназначены для постоянного обращения. Номинал каждой монеты 10 рублей. Монеты имеют диаметр 27,00 мм, толщину 2,10 мм и массу 8,40 г. До 2016 года монеты изготавливались из биметалла — в основе дизайна был светлый диск из мельхиора, заключённый в кольцо из латуни, с 2017 года диск стал из стали с никелевым гальванопокрытием, кольцо — из стали с латунным гальванопокрытием. Качество чеканки — анциркулейтед. 
Чеканятся монеты на обоих монетных дворах — Московском и Санкт-Петербургском. Преимущественно один двор чеканит один вид монеты, но с 2008 по 2009 год один вид монет чеканился сразу на двух монетных дворах.
Серия началась с выпуска в 2005 году монеты, посвящённой Ленинградской области. Тираж большинства монет составляет 10 млн штук. Исключением являются монеты 2010 года, посвящённые Чеченской Республике и Ямало-Ненецкому автономному округу (по 0,1 млн), Пермскому краю (0,2 млн) и Ненецкому автономному округу (1,95 млн), ставшие нумизматической редкостью. Монета Бурятии 2011 года имеет тираж 9,3 млн, монеты 2020 года — 5 миллионов, с 2022 — 1 миллион штук.
Существует монета, посвящённая ныне упраздненному субъекту Российской Федерации — Читинской области. Монета была отчеканена до упразднения субъекта, в 2006 году.
По состоянию на 2024 год в данной серии было выпущено 53 разновидности монет:
- 2005 год — 6;
- 2006 год — 5;
- 2007 год — 6;
- 2008 год — 4;
- 2009 год — 5;
- 2010 год — 4;
- 2011 год — 2;
- 2012 год — не выпускались;
- 2013 год — 2;
- 2014 год — 5;
- 2015 год — не выпускались;
- 2016 год — 3;
- 2017 год — 2;
- 2018 год — 1;
- 2019 год — 1;
- 2020 год — 2;
- 2021 год — 1;
- 2022 год — 1;
- 2023 год — 2;
- 2024 год — 1;
- 2025 год — 1;
- 2026 год — планируется выпуск 1.

Регионы, имеющие монету по годам выпуска

- 2027 год — планируется выпуск 2.

С учётом того, что в России 89 субъектов, а 40 субъектам страны монеты ещё не посвящены (Читинская область упразднена), при текущих темпах в 1—2 монеты в год, выпуск серии может растянуться на неопределённо долгое время (в общей сложности еще на 30—35 лет). К тому же соответствующая монета не может быть выпущена, пока герб субъекта не будет соответствовать правилам, предъявляемым Геральдическим советом при Президенте РФ (таковых субъектов на 2021 год — 24, но из них три монеты были выпущены).

## Выпуск монет

### 2005 год
| # | Изображение | Герб региона | Описание | Примечание |
| --- | ----------- | ------------ | --- | --- |
| |             |              | В центре диска — обозначение номинала монеты «10 РУБЛЕЙ». Внутри цифры «0» — скрытые, видимые поочерёдно при изменении угла зрения изображения цифры «10» и надписи «РУБ». В нижней части диска — товарный знак монетного двора. В верхней части кольца по окружности — надпись «БАНК РОССИИ», в нижней — дата «2005», слева и справа — стилизованные ветви растений, переходящие на диск. | Единый аверс для 6 монет 2005 года, с точностью до монетного двора. |
| 1 |             |              | Изображение герба Ленинградской области, по окружности — надписи: вверху — «РОССИЙСКАЯ ФЕДЕРАЦИЯ», внизу — «ЛЕНИНГРАДСКАЯ ОБЛАСТЬ». | - Название монеты: Ленинградская область - Дата выпуска: 27 декабря 2005 года - Каталожный номер: 5514-0028 - Художник: А. Д. Щаблыкин - Скульптор: компьютерное моделирование - Чеканка: Санкт-Петербургский монетный двор - Гурт: 300 рифлений и надпись «ДЕСЯТЬ РУБЛЕЙ», повторяющаяся дважды, разделённая звёздочками |
| Субъект Российской Федерации, расположенный на северо-западе европейской части страны. Входит в состав Северо-Западного федерального округа и Северо-западного экономического района. Образована 1 августа 1927 года. |             |              | | |
| 2 |             |              | Изображение герба Тверской области, по окружности — надписи: вверху — «РОССИЙСКАЯ ФЕДЕРАЦИЯ», внизу — «ТВЕРСКАЯ ОБЛАСТЬ». | - Название монеты: Тверская область - Дата выпуска: 27 декабря 2005 года - Каталожный номер: 5514-0029 - Художник: А. Д. Щаблыкин - Скульптор: И. И. Копыткин - Чеканка: Московский монетный двор - Гурт: 300 рифлений и надпись «ДЕСЯТЬ РУБЛЕЙ», повторяющаяся дважды, разделённая звёздочками                           |
| Субъект Российской Федерации, входит в состав Центрального федерального округа и Центрального экономического района. Образована 29 января 1935 года. |             |              | | |
| 3 |             |              | Изображение герба Орловской области, по окружности — надписи: вверху — «РОССИЙСКАЯ ФЕДЕРАЦИЯ», внизу — «ОРЛОВСКАЯ ОБЛАСТЬ». | - Название монеты: Орловская область - Дата выпуска: 27 декабря 2005 года - Каталожный номер: 5514-0030 - Художник: А. Д. Щаблыкин - Скульптор: В. М. Никищенко - Чеканка: Московский монетный двор - Гурт: 300 рифлений и надпись «ДЕСЯТЬ РУБЛЕЙ», повторяющаяся дважды, разделённая звёздочками                         |
| Субъект Российской федерации, входит в состав Центрального федерального округа и Центрального экономического района. Административный центр — город Орёл. Орловская область расположена в центральной части Среднерусской возвышенности на границе степи и лесостепи. Граничит: с севера — с Тульской и Калужской областями, с запада — с Брянской, с востока — с Липецкой, с юга — с Курской областью. |             |              | | |
| 4 |             |              | Изображение герба Краснодарского края, по окружности — надписи: вверху — «РОССИЙСКАЯ ФЕДЕРАЦИЯ», внизу — «КРАСНОДАРСКИЙ КРАЙ». | - Название монеты: Краснодарский край - Дата выпуска: 27 декабря 2005 года - Каталожный номер: 5514-0031 - Художник: А. Д. Щаблыкин - Скульптор: компьютерное моделирование - Чеканка: Московский монетный двор - Гурт: 300 рифлений и надпись «ДЕСЯТЬ РУБЛЕЙ», повторяющаяся дважды, разделённая звёздочками             |
| Субъект Российской Федерации, входит в состав Южного федерального округа. Образован — 13 сентября 1937. Граничит — с Ростовской областью, Ставропольским краем, Карачаево-Черкесией, Адыгеей и Абхазией. По морю граничит с Крымом. Административный центр — город Краснодар. |             |              | | |
| 5 |             |              | Изображение герба Республики Татарстан, по окружности — надписи: вверху — «РОССИЙСКАЯ ФЕДЕРАЦИЯ», внизу — «РЕСПУБЛИКА ТАТАРСТАН». | - Название монеты: Республика Татарстан - Дата выпуска: 27 декабря 2005 года - Каталожный номер: 5514-0032 - Художник: А. Д. Щаблыкин - Скульптор: Компьютерное моделирование - Чеканка: Санкт-Петербургский монетный двор - Гурт: 300 рифлений и надпись «ДЕСЯТЬ РУБЛЕЙ», повторяющаяся дважды, разделённая звёздочками  |
| Субъект Российской Федерации, согласно Конституции России — республика (государство). Входит в состав Приволжского федерального округа. Образована на основании Декрета ВЦИК и СНК от 27 мая 1920 года как автономная Татарская Социалистическая Советская Республика. |             |              | | |
| 6 |             |              | Изображение герба города Москвы, по окружности — надписи: вверху — «РОССИЙСКАЯ ФЕДЕРАЦИЯ», внизу — «МОСКВА». | - Название монеты: Москва - Дата выпуска: 27 декабря 2005 года - Каталожный номер: 5514-0033 - Художник: А. Д. Щаблыкин - Скульптор: Компьютерное моделирование - Чеканка: Московский монетный двор - Гурт: 300 рифлений и надпись «ДЕСЯТЬ РУБЛЕЙ», повторяющаяся дважды, разделённая звёздочками                         |
| Столица Российской Федерации, город федерального значения, административный центр Центрального федерального округа и Московской области, в состав которой не входит. Крупнейший по численности населения город России и Европы (население на 1 января 2014 года — 12 108 257 человек), центр Московской городской агломерации.                                                                          |             |              | | |

### 2006 год
| # | Изображение | Герб региона | Описание | Примечание |
| --- | ----------- | ------------ | --- | --- |
| |             |              | В центре диска — обозначение номинала монеты «10 РУБЛЕЙ». Внутри цифры «0» — скрытые, видимые поочерёдно при изменении угла зрения изображения цифры «10» и надписи «РУБ». В нижней части диска — товарный знак монетного двора. В верхней части кольца по окружности — надпись «БАНК РОССИИ», в нижней — дата «2006», слева и справа — стилизованные ветви растений, переходящие на диск. | Единый аверс для 5 монет 2006 года, с точностью до монетного двора. |
| 7 |             |              | Изображение герба Приморского края, по окружности — надписи: вверху — «РОССИЙСКАЯ ФЕДЕРАЦИЯ», внизу — «ПРИМОРСКИЙ КРАЙ». | - Название монеты: Приморский край - Дата выпуска: 1 августа 2006 года - Каталожный номер: 5514-0034 - Художник: А. Д. Щаблыкин - Скульптор: И. И. Копыткин - Чеканка: Московский монетный двор - Гурт: 300 рифлений и надпись «ДЕСЯТЬ РУБЛЕЙ», повторяющаяся дважды, разделённая звёздочками                               |
| Субъект Российской Федерации, входит в состав Дальневосточного федерального округа. Административный центр — город Владивосток. Был образован 20 октября 1938 года. |             |              | | |
| 8 |             |              | Изображение герба Сахалинской области, по окружности — надписи: вверху — «РОССИЙСКАЯ ФЕДЕРАЦИЯ», внизу — «САХАЛИНСКАЯ ОБЛАСТЬ». | - Название монеты: Сахалинская область - Дата выпуска: 1 августа 2006 года - Каталожный номер: 5514-0035 - Художник: А. Д. Щаблыкин - Скульптор: компьютерное моделирование - Чеканка: Московский монетный двор - Гурт: 300 рифлений и надпись «ДЕСЯТЬ РУБЛЕЙ», повторяющаяся дважды, разделённая звёздочками               |
| Субъект Российской Федерации, входит в состав Дальневосточного федерального округа. Административный центр — Южно-Сахалинск. Образована 20 октября 1932 года. Находилась в составе Дальневосточного (1932—1938) и Хабаровского (1938—1947) краёв. 2 января 1947 года объединена с Южно-Сахалинской областью и переведена в прямое подчинение РСФСР. |             |              | | |
| 9 |             |              | Изображение герба Республики Саха (Якутии), по окружности — надписи: вверху — «РОССИЙСКАЯ ФЕДЕРАЦИЯ», внизу — «РЕСПУБЛИКА САХА (ЯКУТИЯ)». | - Название монеты: Республика Саха (Якутия) - Дата выпуска: 1 августа 2006 года - Каталожный номер: 5514-0036 - Художник: А. Д. Щаблыкин - Скульптор: компьютерное моделирование - Чеканка: Санкт-Петербургский монетный двор - Гурт: 300 рифлений и надпись «ДЕСЯТЬ РУБЛЕЙ», повторяющаяся дважды, разделённая звёздочками |
| Субъект Российской Федерации, республика, входит в состав Дальневосточного федерального округа. Образована 27 апреля 1922 года как Якутская АССР в составе РСФСР. В 1991 году Якутская АССР получила своё нынешнее название. Самый крупный регион России и самая большая административно-территориальная единица в мире.                            |             |              | | |
| 10 |             |              | Изображение герба Читинской области, по окружности — надписи: вверху — «РОССИЙСКАЯ ФЕДЕРАЦИЯ», внизу — «ЧИТИНСКАЯ ОБЛАСТЬ». | - Название монеты: Читинская область - Дата выпуска: 1 августа 2006 года - Каталожный номер: 5514-0037 - Художник: А. Д. Щаблыкин - Скульптор: компьютерное моделирование - Чеканка: Санкт-Петербургский монетный двор - Гурт: 300 рифлений и надпись «ДЕСЯТЬ РУБЛЕЙ», повторяющаяся дважды, разделённая звёздочками        |
| Бывший субъект Российской Федерации (до образования 1 марта 2008 Забайкальского края), входивший в состав Сибирского федерального округа. Административным центром области был город Чита. Была образована 26 сентября 1937, а 1 марта 2008 года в результате объединения с Агинским Бурятским автономным округом был образован Забайкальский край. |             |              | | |
| 11 |             |              | Изображение герба Республики Алтай, по окружности — надписи: вверху — «РОССИЙСКАЯ ФЕДЕРАЦИЯ», внизу — «РЕСПУБЛИКА АЛТАЙ». | - Название монеты: Республика Алтай - Дата выпуска: 1 августа 2006 года - Каталожный номер: 5514-0038 - Художник: А. Д. Щаблыкин - Скульптор: компьютерное моделирование - Чеканка: Санкт-Петербургский монетный двор - Гурт: 300 рифлений и надпись «ДЕСЯТЬ РУБЛЕЙ», повторяющаяся дважды, разделённая звёздочками         |
| Субъект Российской Федерации, республика, входит в состав Сибирского федерального округа. Столица — город Горно-Алтайск. Образована (как Ойратская АО) 1 июня 1922, с 12 декабря 1993 — под нынешним названием. |             |              | | |

### 2007 год
| # | Изображение | Герб региона | Описание | Примечание |
| --- | ----------- | ------------ | --- | --- |
| |             |              | В центре диска — обозначение номинала монеты «10 РУБЛЕЙ». Внутри цифры «0» — скрытые, видимые поочерёдно при изменении угла зрения изображения цифры «10» и надписи «РУБ». В нижней части диска — товарный знак монетного двора. В верхней части кольца по окружности — надпись «БАНК РОССИИ», в нижней — дата «2007», слева и справа — стилизованные ветви растений, переходящие на диск. | Единый аверс для 6 монет 2007 года, с точностью до монетного двора. |
| 12 |             |              | Изображение герба Республики Башкортостан, по окружности на кольце — надписи: вверху — «РОССИЙСКАЯ ФЕДЕРАЦИЯ», внизу — «РЕСПУБЛИКА БАШКОРТОСТАН». | - Название монеты: Республика Башкортостан - Дата выпуска: 2 апреля 2007 года - Каталожный номер: 5514-0042 - Художник: А. Д. Щаблыкин - Скульптор: А. И. Парфёнов - Чеканка: Московский монетный двор - Гурт: 300 рифлений и надпись «ДЕСЯТЬ РУБЛЕЙ», повторяющаяся дважды, разделённая звёздочками                  |
| Субъект Российской Федерации, республика, входит в состав Приволжского федерального округа, являясь частью Уральского экономического района. Столица — город Уфа.                                   |             |              | | |
| 13 |             |              | Изображение герба Ростовской области, по окружности на кольце — надписи: вверху — «РОССИЙСКАЯ ФЕДЕРАЦИЯ», внизу — «РОСТОВСКАЯ ОБЛАСТЬ». | - Название монеты: Ростовская область - Дата выпуска: 2 апреля 2007 года - Каталожный номер: 5514-0043 - Художник: А. Д. Щаблыкин - Скульптор: компьютерное моделирование - Чеканка: Санкт-Петербургский монетный двор - Гурт: 300 рифлений и надпись «ДЕСЯТЬ РУБЛЕЙ», повторяющаяся дважды, разделённая звёздочками  |
| Субъект Российской Федерации, входит в состав Южного федерального округа. Административный центр — город Ростов-на-Дону. Образована 13 сентября 1937 года.                                          |             |              | | |
| 14 |             |              | Изображение герба Новосибирской области, по окружности на кольце — надписи: вверху — «РОССИЙСКАЯ ФЕДЕРАЦИЯ», внизу — «НОВОСИБИРСКАЯ ОБЛАСТЬ». | - Название монеты: Новосибирская область - Дата выпуска: 2 апреля 2007 года - Каталожный номер: 5514-0044 - Художник: А. Д. Щаблыкин - Скульптор: В. М. Ерохин - Чеканка: Московский монетный двор - Гурт: 300 рифлений и надпись «ДЕСЯТЬ РУБЛЕЙ», повторяющаяся дважды, разделённая звёздочками                      |
| Субъект Российской Федерации, входит в состав Сибирского федерального округа. Административный центр — город Новосибирск. Образована 28 сентября 1937 года.                                         |             |              | | |
| 15 |             |              | Изображение герба Республики Хакасия, по окружности на кольце — надписи: вверху — «РОССИЙСКАЯ ФЕДЕРАЦИЯ», внизу — «РЕСПУБЛИКА ХАКАСИЯ». | - Название монеты: Республики Хакасия - Дата выпуска: 2 июля 2007 года - Каталожный номер: 5514-0045 - Художник: А. Д. Щаблыкин - Скульптор: А. И. Молостов - Чеканка: Санкт-Петербургский монетный двор - Гурт: 300 рифлений и надпись «ДЕСЯТЬ РУБЛЕЙ», повторяющаяся дважды, разделённая звёздочками                |
| Республика в составе Российской Федерации, входит в состав Сибирского федерального округа. Столица — город Абакан. Образована 20 октября 1930 года (как Хакасская АО в составе Красноярского края). |             |              | | |
| 16 |             |              | Изображение герба Липецкой области, по окружности на кольце — надписи: вверху — «РОССИЙСКАЯ ФЕДЕРАЦИЯ», внизу — «ЛИПЕЦКАЯ ОБЛАСТЬ». | - Название монеты: Липецкая область - Дата выпуска: 2 июля 2007 года - Каталожный номер: 5514-0046 - Художник: А. Д. Щаблыкин - Скульптор: компьютерное моделирование - Чеканка: Московский монетный двор - Гурт: 300 рифлений и надпись «ДЕСЯТЬ РУБЛЕЙ», повторяющаяся дважды, разделённая звёздочками               |
| Область в составе Российской Федерации. Расположена в центральной части европейской территории России. Центр — город Липецк. Образована 6 января 1954 года.                                         |             |              | | |
| 17 |             |              | Изображение герба Архангельской области, по окружности на кольце — надписи: вверху — «РОССИЙСКАЯ ФЕДЕРАЦИЯ», внизу — «АРХАНГЕЛЬСКАЯ ОБЛАСТЬ». | - Название монеты: Архангельская область - Дата выпуска: 2 июля 2007 года - Каталожный номер: 5514-0047 - Художник: А. Д. Щаблыкин - Скульптор: компьютерное моделирование - Чеканка: Санкт-Петербургский монетный двор - Гурт: 300 рифлений и надпись «ДЕСЯТЬ РУБЛЕЙ», повторяющаяся дважды, разделённая звёздочками |
| Область на севере Европейской части России. Расположена на севере Восточно-Европейской равнины. Административный центр — город Архангельск. Образована 23 сентября 1937 года.                       |             |              | | |

### 2008 год
| # | Изображение | Герб региона | Описание | Примечание |
| --- | ----------- | ------------ | --- | --- |
| |             |              | В центре диска — обозначение достоинства монеты «10 РУБЛЕЙ». Внутри цифры «0» — скрытые, видимые поочерёдно при изменении угла зрения изображения цифры «10» и надписи «РУБ». В нижней части диска — товарный знак монетного двора. В верхней части кольца по окружности — надпись «БАНК РОССИИ», в нижней — дата «2008», слева и справа — стилизованные ветви растений, переходящие на диск. | Единый аверс для 4 монет 2008 года, с точностью до монетного двора. |
| 18 |             |              | Изображение герба Удмуртской Республики, по окружности — надписи: вверху — «РОССИЙСКАЯ ФЕДЕРАЦИЯ», внизу — «УДМУРТСКАЯ РЕСПУБЛИКА». | - Название монеты: Удмуртская Республика - Дата выпуска: 1 февраля 2008 года - Каталожный номер: 5514-0052 - Художник: А. Д. Щаблыкин - Скульптор: компьютерное моделирование - Чеканка: Московский монетный двор и Санкт-Петербургский монетный двор - Гурт: 300 рифлений и надпись «ДЕСЯТЬ РУБЛЕЙ», повторяющаяся дважды, разделённая звёздочками           |
| Республика в составе Российской Федерации, входит в состав Приволжского федерального округа. Административный центр — город Ижевск. Образована 4 ноября 1920 года (как Вотская АО). |             |              | | |
| 19 |             |              | Изображение герба Астраханской области, по окружности — надписи: вверху — «РОССИЙСКАЯ ФЕДЕРАЦИЯ», внизу — «АСТРАХАНСКАЯ ОБЛАСТЬ». | - Название монеты: Астраханская область - Дата выпуска: 1 апреля 2008 года - Каталожный номер: 5514-0053 - Художник: А. Д. Щаблыкин - Скульптор: Э. А. Тользин - Чеканка: Московский монетный двор и Санкт-Петербургский монетный двор - Гурт: 300 рифлений и надпись «ДЕСЯТЬ РУБЛЕЙ», повторяющаяся дважды, разделённая звёздочками                          |
| Субъект Российской Федерации, относится к Южному федеральному округу. Административный центр — город Астрахань. Образована 27 декабря 1943 года.                                    |             |              | | |
| 20 |             |              | Изображение герба Свердловской области, по окружности — надписи: вверху — «РОССИЙСКАЯ ФЕДЕРАЦИЯ», внизу — «СВЕРДЛОВСКАЯ ОБЛАСТЬ». | - Название монеты: Свердловская область - Дата выпуска: 2 июня 2008 года - Каталожный номер: 5514-0054 - Художник: А. Д. Щаблыкин - Скульптор: Е. И. Новикова - Чеканка: Московский монетный двор и Санкт-Петербургский монетный двор - Гурт: 300 рифлений и надпись «ДЕСЯТЬ РУБЛЕЙ», повторяющаяся дважды, разделённая звёздочками                           |
| Субъект Российской Федерации, входит в состав Уральского федерального округа. Административный центр — город Екатеринбург. Образована 17 января 1934 года.                          |             |              | | |
| 21 |             |              | Изображение герба Кабардино-Балкарской Республики, по окружности — надписи: вверху — «РОССИЙСКАЯ ФЕДЕРАЦИЯ», внизу — «КАБАРДИНО-БАЛКАРСКАЯ РЕСПУБЛИКА». | - Название монеты: Кабардино-Балкарская Республика - Дата выпуска: 1 августа 2008 года - Каталожный номер: 5514-0055 - Художник: А. Д. Щаблыкин - Скульптор: компьютерное моделирование - Чеканка: Московский монетный двор и Санкт-Петербургский монетный двор - Гурт: 300 рифлений и надпись «ДЕСЯТЬ РУБЛЕЙ», повторяющаяся дважды, разделённая звёздочками |
| Республика в составе Российской Федерации, входит в состав Северо-Кавказского федерального округа. Административный центр — город Нальчик. Образована 1 сентября 1921 года.         |             |              | | |

### 2009 год
| # | Изображение | Герб региона | Описание | Примечание |
| --- | ----------- | ------------ | --- | --- |
| |             |              | В центре диска — обозначение достоинства монеты «10 РУБЛЕЙ». Внутри цифры «0» — скрытые, видимые поочерёдно при изменении угла зрения изображения цифры «10» и надписи «РУБ». В нижней части диска — товарный знак монетного двора. В верхней части кольца по окружности — надпись «БАНК РОССИИ», в нижней — дата «2009», слева и справа — стилизованные ветви растений, переходящие на диск. | Единый аверс для 5 монет 2009 года, с точностью до монетного двора. |
| 22 |             |              | Изображение герба Республики Калмыкия, по окружности — надписи: вверху — «РОССИЙСКАЯ ФЕДЕРАЦИЯ», внизу — «РЕСПУБЛИКА КАЛМЫКИЯ». | - Название монеты: Республика Калмыкия - Дата выпуска: 2 марта 2009 года - Каталожный номер: 5514-0059 - Художник: А. Д. Щаблыкин - Скульптор: С. В. Ерохина - Чеканка: Московский монетный двор и Санкт-Петербургский монетный двор - Гурт: 300 рифлений и надпись «ДЕСЯТЬ РУБЛЕЙ», повторяющаяся дважды, разделённая звёздочками         |
| Республика в составе Российской Федерации, входит в состав Южного федерального округа. Административный центр — город Элиста. Образована 4 ноября 1920 года.                                    |             |              | | |
| 23 |             |              | Изображение герба Еврейской автономной области, по окружности — надписи: вверху — «РОССИЙСКАЯ ФЕДЕРАЦИЯ», внизу — «ЕВРЕЙСКАЯ АВТОНОМНАЯ ОБЛАСТЬ» | - Название монеты: Еврейская автономная область - Дата выпуска: 1 июня 2009 года - Каталожный номер: 5514-0063 - Художник: А. Д. Щаблыкин - Скульптор: С. В. Ерохина - Чеканка: Московский монетный двор и Санкт-Петербургский монетный двор - Гурт: 300 рифлений и надпись «ДЕСЯТЬ РУБЛЕЙ», повторяющаяся дважды, разделённая звёздочками |
| Субъект Российской Федерации, входит в состав Дальневосточного федерального округа. Административный центр — город Биробиджан. Образована 7 мая 1934 года.                                      |             |              | | |
| 24 |             |              | Изображение герба Республики Адыгеи, по окружности — надписи: вверху — «РОССИЙСКАЯ ФЕДЕРАЦИЯ», внизу — «РЕСПУБЛИКА АДЫГЕЯ». | - Название монеты: Республика Адыгея - Дата выпуска: 1 июля 2009 года - Каталожный номер: 5514-0064 - Художник: А. Д. Щаблыкин - Скульптор: Е. И. Новикова - Чеканка: Московский монетный двор и Санкт-Петербургский монетный двор - Гурт: 300 рифлений и надпись «ДЕСЯТЬ РУБЛЕЙ», повторяющаяся дважды, разделённая звёздочками           |
| Республика в составе Российской Федерации, входит в состав Южного федерального округа. Административный центр — город Майкоп. Образована 27 июля 1922 года как Адыгейская (Черкесская) АО.      |             |              | | |
| 25 |             |              | Изображение герба Республики Коми, по окружности — надписи: вверху — «РОССИЙСКАЯ ФЕДЕРАЦИЯ», внизу — «РЕСПУБЛИКА КОМИ». | - Название монеты: Республика Коми - Дата выпуска: 1 октября 2009 года - Каталожный номер: 5514-0066 - Художник: А. Д. Щаблыкин - Скульптор: Е. И. Новикова - Чеканка: Санкт-Петербургский монетный двор - Гурт: 300 рифлений и надпись «ДЕСЯТЬ РУБЛЕЙ», повторяющаяся дважды, разделённая звёздочками                                     |
| Республика в составе Российской Федерации, входит в состав Северо-Западного федерального округа. Административный центр — город Сыктывкар. Образована 22 августа 1921 года как АО Коми (Зырян). |             |              | | |
| 26 |             |              | Изображение герба Кировской области, по окружности — надписи: вверху — «РОССИЙСКАЯ ФЕДЕРАЦИЯ», внизу — «КИРОВСКАЯ ОБЛАСТЬ». | - Название монеты: Кировская область - Дата выпуска: 2 ноября 2009 года - Каталожный номер: 5514-0067 - Художник: А. Д. Щаблыкин - Скульптор: Э. А. Тользин - Чеканка: Санкт-Петербургский монетный двор - Гурт: 300 рифлений и надпись «ДЕСЯТЬ РУБЛЕЙ», повторяющаяся дважды, разделённая звёздочками                                     |
| Субъект Российской Федерации, входит в состав Приволжского федерального округа. Административный центр — город Киров. Образована в 1936 году.                                                   |             |              | | |

### 2010 год
| # | Изображение | Герб региона | Описание | Примечание |
| --- | ----------- | ------------ | --- | --- |
| |             |              | В центре диска — обозначение достоинства монеты «10 РУБЛЕЙ». Внутри цифры «0» — скрытые, видимые поочерёдно при изменении угла зрения изображения цифры «10» и надписи «РУБ». В нижней части диска — товарный знак монетного двора. В верхней части кольца по окружности — надпись «БАНК РОССИИ», в нижней — дата «2010», слева и справа — стилизованные ветви растений, переходящие на диск. | Единый аверс для 4 монет 2010 года. |
| 27 |             |              | Изображение герба Пермского края, по окружности — надписи: вверху — «РОССИЙСКАЯ ФЕДЕРАЦИЯ», внизу — «ПЕРМСКИЙ КРАЙ». | - Название монеты: Пермский край - Дата выпуска: 1 июля 2010 года - Каталожный номер: 5514-0070 - Художник: А. Д. Щаблыкин - Скульптор: компьютерное моделирование - Чеканка: Санкт-Петербургский монетный двор - Гурт: 300 рифлений и надпись «ДЕСЯТЬ РУБЛЕЙ», повторяющаяся дважды, разделённая звёздочками               |
| Субъект Российской Федерации, входит в состав Приволжского федерального округа. Административный центр — город Пермь. Образован 1 декабря 2005 года в результате объединения Пермской области и Коми-Пермяцкого АО. |             |              | | |
| 28 |             |              | Изображение герба Ненецкого автономного округа, по окружности — надписи: вверху — «РОССИЙСКАЯ ФЕДЕРАЦИЯ», внизу — «НЕНЕЦКИЙ АВТОНОМНЫЙ ОКРУГ». | - Название монеты: Ненецкий автономный округ - Дата выпуска: 1 июля 2010 года - Каталожный номер: 5514-0071 - Художник: А. Д. Щаблыкин - Скульптор: компьютерное моделирование - Чеканка: Санкт-Петербургский монетный двор - Гурт: 300 рифлений и надпись «ДЕСЯТЬ РУБЛЕЙ», повторяющаяся дважды, разделённая звёздочками   |
| Субъект Российской Федерации (в составе Архангельской области), входит в состав Северо-Западного федерального округа. Административный центр — город Нарьян-Мар. Образован 15 июля 1929 года.                       |             |              | | |
| 29 |             |              | Изображение герба Чеченской Республики, по окружности — надписи: вверху — «РОССИЙСКАЯ ФЕДЕРАЦИЯ», внизу — «ЧЕЧЕНСКАЯ РЕСПУБЛИКА». | - Название монеты: Чеченская Республика - Дата выпуска: 1 октября 2010 года - Каталожный номер: 5514-0073 - Художник: А. Д. Щаблыкин. - Скульптор: Компьютерное моделирование. - Чеканка: Санкт-Петербургский монетный двор. - Гурт: 300 рифлений и надпись «ДЕСЯТЬ РУБЛЕЙ», повторяющаяся дважды, разделенная звездочками. |
| Республика в составе Российской Федерации, входит в состав Северо-Кавказского федерального округа. Административный центр — город Грозный. Образована 10 декабря 1992 года.                                         |             |              | | |
| 30 |             |              | Изображение герба Ямало-Ненецкого автономного округа, по окружности — надписи: вверху — «РОССИЙСКАЯ ФЕДЕРАЦИЯ», внизу — «ЯМАЛО-НЕНЕЦКИЙ АВТОНОМНЫЙ ОКРУГ». | - Название монеты: Ямало-Ненецкий автономный округ - Дата выпуска: 1 октября 2010 года - Каталожный номер: 5514-0074 - Художник: А. Д. Щаблыкин - Скульптор: Ф. С. Андронов - Чеканка: Санкт-Петербургский монетный двор - Гурт: 300 рифлений и надпись «ДЕСЯТЬ РУБЛЕЙ», повторяющаяся дважды, разделённая звёздочками      |
| Субъект Российской Федерации (в составе Тюменской области), входит в состав Уральского федерального округа. Административный центр — город Салехард. Образован 10 декабря 1930 года.                                |             |              | | |

### 2011 год
| # | Изображение | Герб региона | Описание | Примечание |
| --- | ----------- | ------------ | --- | --- |
| |             |              | В центре диска — обозначение достоинства монеты «10 РУБЛЕЙ». Внутри цифры «0» — скрытые, видимые поочерёдно при изменении угла зрения изображения цифры «10» и надписи «РУБ». В нижней части диска — товарный знак монетного двора. В верхней части кольца по окружности — надпись «БАНК РОССИИ», в нижней — дата «2011», слева и справа — стилизованные ветви растений, переходящие на диск. | Единый аверс для 2 монет 2011 года. |
| 31 |             |              | Изображение герба Республики Бурятии, по окружности — надписи: вверху — «РОССИЙСКАЯ ФЕДЕРАЦИЯ», внизу — «РЕСПУБЛИКА БУРЯТИЯ». | - Название монеты: Республика Бурятия - Дата выпуска: 1 апреля 2011 года - Каталожный номер: 5514-0077 - Художник: А. Д. Щаблыкин - Скульптор: компьютерное моделирование - Чеканка: Санкт-Петербургский монетный двор - Гурт: 300 рифлений и надпись «ДЕСЯТЬ РУБЛЕЙ», повторяющаяся дважды, разделённая звёздочками |
| Республика в составе Российской Федерации, входит в Сибирский федеральный округ. Административный центр — город Улан-Удэ. Образована 30 мая 1923 года. |             |              | | |
| 32 |             |              | Изображение герба Воронежской области, по окружности — надписи: вверху — «РОССИЙСКАЯ ФЕДЕРАЦИЯ», внизу — «ВОРОНЕЖСКАЯ ОБЛАСТЬ». | - Название монеты: Воронежская область - Дата выпуска: 1 июля 2011 года - Каталожный номер: 5514-0078 - Художник: А. Д. Щаблыкин - Скульптор: А. А. Долгополова - Чеканка: Санкт-Петербургский монетный двор - Гурт: 300 рифлений и надпись «ДЕСЯТЬ РУБЛЕЙ», повторяющаяся дважды, разделённая звёздочками           |
| Субъект Российской Федерации, входит в Центральный федеральный округ. Административный центр — город Воронеж.Образована 13 июня 1934 года.             |             |              | | |

### 2013 год
| # | Изображение | Герб региона | Описание | Примечание |
| --- | ----------- | ------------ | --- | --- |
| |             |              | В центре диска — обозначение достоинства монеты «10 РУБЛЕЙ». Внутри цифры «0» — скрытые, видимые поочерёдно при изменении угла зрения изображения цифры «10» и надписи «РУБ». В нижней части диска — товарный знак монетного двора. В верхней части кольца по окружности — надпись «БАНК РОССИИ», в нижней — дата «2013», слева и справа — стилизованные ветви растений, переходящие на диск. | Единый аверс для 2 монет 2013 года. |
| 33 |             |              | Изображение герба Республики Северной Осетии — Алании, по окружности — надписи: вверху — «РОССИЙСКАЯ ФЕДЕРАЦИЯ», внизу — «РЕСПУБЛИКА СЕВЕРНАЯ ОСЕТИЯ—АЛАНИЯ». | - Название монеты: Республика Северная Осетия — Алания - Дата выпуска: 2 сентября 2013 года - Каталожный номер: 5514-0080 - Художник: А. Д. Щаблыкин - Скульптор: компьютерное моделирование - Чеканка: Санкт-Петербургский монетный двор - Гурт: 300 рифлений и надпись «ДЕСЯТЬ РУБЛЕЙ», повторяющаяся дважды, разделённая звёздочками |
| Субъект Российской Федерации, входит в состав Северо-Кавказского федерального округа. Административный центр — город Владикавказ. Образована 7 июля 1924 года.  |             |              | | |
| 34 |             |              | Изображение герба Республики Дагестан, на кольце по окружности имеются надписи: в верхней части — «РОССИЙСКАЯ ФЕДЕРАЦИЯ», в нижней части — «РЕСПУБЛИКА ДАГЕСТАН». | - Название монеты: Республика Дагестан - Дата выпуска: 17 октября 2013 года - Каталожный номер: 5514-0081 - Художник: А. Д. Щаблыкин - Скульптор: компьютерное моделирование - Чеканка: Санкт-Петербургский монетный двор - Гурт: 300 рифлений и надпись «ДЕСЯТЬ РУБЛЕЙ», повторяющаяся дважды, разделённая звёздочками                 |
| Субъект Российской Федерации, входит в состав Северо-Кавказского федерального округа. Административный центр — город Махачкала. Образована 20 января 1921 года. |             |              | | |

### 2014 год
| # | Изображение | Герб региона | Описание | Примечание |
| --- | ----------- | ------------ | --- | --- |
| |             |              | В центре диска — обозначение достоинства монеты «10 РУБЛЕЙ». Внутри цифры «0» — скрытые, видимые поочерёдно при изменении угла зрения изображения цифры «10» и надписи «РУБ». В нижней части диска — товарный знак монетного двора. В верхней части кольца по окружности — надпись «БАНК РОССИИ», в нижней — дата «2014», слева и справа — стилизованные ветви растений, переходящие на диск. | Единый аверс для 5 монет 2014 года. |
| 35 |             |              | Изображение герба Пензенской области, на кольце по окружности имеются надписи: в верхней части — «РОССИЙСКАЯ ФЕДЕРАЦИЯ», в нижней части — «ПЕНЗЕНСКАЯ ОБЛАСТЬ». | - Название монеты: Пензенская область - Дата выпуска: 3 февраля 2014 года - Каталожный номер: 5514-0083 - Художник: А. Д. Щаблыкин - Скульптор: компьютерное моделирование - Чеканка: Санкт-Петербургский монетный двор - Гурт: 300 рифлений и надпись «ДЕСЯТЬ РУБЛЕЙ», повторяющаяся дважды, разделённая звёздочками   |
| Субъект Российской федерации, входит в состав Приволжского федерального округа. Административный центр области — город Пенза. Образована 4 февраля 1939.                                                           |             |              | | |
| 36 |             |              | Изображение герба Саратовской области, по окружности — надписи: вверху — «РОССИЙСКАЯ ФЕДЕРАЦИЯ», внизу — «САРАТОВСКАЯ ОБЛАСТЬ». | - Название монеты: Саратовская область - Дата выпуска: 3 марта 2014 года - Каталожный номер: 5514-0084 - Художник: А. Д. Щаблыкин - Скульптор: компьютерное моделирование - Чеканка: Санкт-Петербургский монетный двор - Гурт: 300 рифлений и надпись «ДЕСЯТЬ РУБЛЕЙ», повторяющаяся дважды, разделенная звездочками    |
| Субъект Российской федерации, входит в состав Приволжского федерального округа. Административный центр — город Саратов. Образована 5 октября 1936.                                                                 |             |              | | |
| 37 |             |              | Изображение герба Республики Ингушетия, по окружности — надписи: вверху — «РОССИЙСКАЯ ФЕДЕРАЦИЯ», внизу — «РЕСПУБЛИКА ИНГУШЕТИЯ». | - Название монеты: Республика Ингушетия - Дата выпуска: 5 мая 2014 года - Каталожный номер: 5514-0085 - Художник: А. Д. Щаблыкин - Скульптор: А. Н. Бессонов - Чеканка: Санкт-Петербургский монетный двор - Гурт: 300 рифлений и надпись «ДЕСЯТЬ РУБЛЕЙ», повторяющаяся дважды, разделенная звездочками                 |
| Субъект Российской федерации, входит в состав Северо-Кавказского федерального округа. Столица — город Магас. Самая молодая республика Российской Федерации — образована 4 июня 1992 года.                          |             |              | | |
| 38 |             |              | Изображение герба Тюменской области, по окружности — надписи: вверху — «РОССИЙСКАЯ ФЕДЕРАЦИЯ», внизу — «ТЮМЕНСКАЯ ОБЛАСТЬ». | - Название монеты: Тюменская область - Дата выпуска: 7 августа 2014 года - Каталожный номер: 5514-0087 - Художник: А. Д. Щаблыкин - Скульптор: компьютерное моделирование - Чеканка: Санкт-Петербургский монетный двор - Гурт: 300 рифлений и надпись «ДЕСЯТЬ РУБЛЕЙ», повторяющаяся дважды, разделенная звездочками    |
| Субъект Российской федерации, входит в состав Уральского федерального округа. Административный центр — город Тюмень. Образована 14 августа 1944 года путём выделения ряда районов из Омской и Курганской областей. |             |              | | |
| 39 |             |              | Изображение герба Челябинской области, по окружности — надписи: вверху — «РОССИЙСКАЯ ФЕДЕРАЦИЯ», внизу — «ЧЕЛЯБИНСКАЯ ОБЛАСТЬ». | - Название монеты: Челябинская область - Дата выпуска: 5 сентября 2014 года - Каталожный номер: 5514-0088 - Художник: А. Д. Щаблыкин - Скульптор: компьютерное моделирование - Чеканка: Санкт-Петербургский монетный двор - Гурт: 300 рифлений и надпись «ДЕСЯТЬ РУБЛЕЙ», повторяющаяся дважды, разделенная звездочками |
| Субъект Российской Федерации, входит в состав Уральского федерального округа. Административный центр: город Челябинск. Образована 17 января 1934 года из южных районов упразднённой Уральской области.             |             |              | | |

### 2016 год
| # | Изображение | Герб региона | Описание | Примечание |
| --- | ----------- | ------------ | --- | --- |
| |             |              | В центре диска — обозначение достоинства монеты «10 РУБЛЕЙ». Внутри цифры «0» — скрытые, видимые поочерёдно при изменении угла зрения изображения цифры «10» и надписи «РУБ». В нижней части диска — товарный знак монетного двора. В верхней части кольца по окружности — надпись «БАНК РОССИИ», в нижней — дата «2016», слева и справа — стилизованные ветви растений, переходящие на диск. | Единый аверс для монет 2016 года, с точностью до монетного двора. |
| 40 |             |              | Изображение герба Белгородской области, по окружности — надписи: вверху — «РОССИЙСКАЯ ФЕДЕРАЦИЯ», внизу — «БЕЛГОРОДСКАЯ ОБЛАСТЬ». | - Название монеты: Белгородская область - Дата выпуска: 15 марта 2016 года - Каталожный номер: 5514-0092 - Художник: А. Д. Щаблыкин - Скульптор: компьютерное моделирование - Чеканка: Санкт-Петербургский монетный двор - Гурт: 300 рифлений и надпись «ДЕСЯТЬ РУБЛЕЙ», повторяющаяся дважды, разделённая звёздочками |
| Субъект Российской Федерации, входит в состав Центрального федерального округа. Административный центр – город Белгород.         |             |              | | |
| 41 |             |              | Изображение герба Амурской области, по окружности — надписи: вверху — «РОССИЙСКАЯ ФЕДЕРАЦИЯ», внизу — «АМУРСКАЯ ОБЛАСТЬ». | - Название монеты: Амурская область - Дата выпуска: 30 июня 2016 года - Каталожный номер: 5514-0093 - Художник: А. Д. Щаблыкин - Скульптор: компьютерное моделирование - Чеканка: Санкт-Петербургский монетный двор - Гурт: 300 рифлений и надпись «ДЕСЯТЬ РУБЛЕЙ», повторяющаяся дважды, разделённая звёздочками      |
| Субъект Российской Федерации, входит в состав Дальневосточного федерального округа. Административный центр – город Благовещенск. |             |              | | |
| 42 |             |              | Изображение герба Иркутской области, по окружности — надписи: вверху — «РОССИЙСКАЯ ФЕДЕРАЦИЯ», внизу — «ИРКУТСКАЯ ОБЛАСТЬ». | - Название монеты: Иркутская область - Дата выпуска: 1 августа 2016 года - Каталожный номер: 5514-0097 - Художник: А. Д. Щаблыкин - Скульптор: Е. И. Новикова - Чеканка: Московский монетный двор - Гурт: 300 рифлений и надпись «ДЕСЯТЬ РУБЛЕЙ», повторяющаяся дважды, разделённая звёздочками                        |
| Субъект Российской Федерации, входит в состав Сибирского федерального округа. Административный центр – город Иркутск.            |             |              | | |

### 2017 год
| # | Изображение | Герб региона | Описание | Примечание |
| --- | ----------- | ------------ | --- | --- |
| |             |              | В центре диска — обозначение достоинства монеты «10 РУБЛЕЙ». Внутри цифры «0» — скрытые, видимые поочерёдно при изменении угла зрения изображения цифры «10» и надписи «РУБ». В нижней части диска — товарный знак монетного двора. В верхней части кольца по окружности — надпись «БАНК РОССИИ», в нижней — дата «2017», слева и справа — стилизованные ветви растений, переходящие на диск. | Единый аверс для монет 2017 года. |
| 43 |             |              | Изображение герба Ульяновской области, по окружности — надписи: вверху — «РОССИЙСКАЯ ФЕДЕРАЦИЯ», внизу — «УЛЬЯНОВСКАЯ ОБЛАСТЬ». | - Название монеты: Ульяновская область - Дата выпуска: 26 сентября 2017 года - Каталожный номер: 5714-0057 - Художник: А. Д. Щаблыкин - Скульптор: О. Г. Шепель - Чеканка: Московский монетный двор - Гурт: 300 рифлений и надпись «ДЕСЯТЬ РУБЛЕЙ», повторяющаяся дважды, разделённая звёздочками            |
| Субъект Российской Федерации, входит в состав Приволжского федерального округа. Административный центр – Ульяновск.    |             |              | | |
| 44 |             |              | Изображение герба Тамбовской области, по окружности — надписи: вверху — «РОССИЙСКАЯ ФЕДЕРАЦИЯ», внизу — «ТАМБОВСКАЯ ОБЛАСТЬ». | - Название монеты: Тамбовская область - Дата выпуска: 9 октября 2017 года - Каталожный номер: 5714-0058 - Художник: А. Д. Щаблыкин - Скульптор: компьютерное моделирование - Чеканка: Московский монетный двор - Гурт: 300 рифлений и надпись «ДЕСЯТЬ РУБЛЕЙ», повторяющаяся дважды, разделённая звёздочками |
| Субъект Российской Федерации, входит в состав Центрального федерального округа. Административный центр – город Тамбов. |             |              | | |

### 2018 год
| # | Изображение | Герб региона | Описание | Примечание |
| --- | ----------- | ------------ | --- | --- |
| |             |              | В центре диска — обозначение достоинства монеты «10 РУБЛЕЙ». Внутри цифры «0» — скрытые, видимые поочерёдно при изменении угла зрения изображения цифры «10» и надписи «РУБ». В нижней части диска — товарный знак монетного двора. В верхней части кольца по окружности — надпись «БАНК РОССИИ», в нижней — дата «2018», слева и справа — стилизованные ветви растений, переходящие на диск. | Единый аверс для монет 2018 года. |
| 45 |             |              | Изображение герба Курганской области, по окружности — надписи: вверху — «РОССИЙСКАЯ ФЕДЕРАЦИЯ», внизу — «КУРГАНСКАЯ ОБЛАСТЬ». | - Название монеты: Курганская область - Дата выпуска: 5 февраля 2018 года - Каталожный номер: 5714-0059 - Художник: А. Д. Щаблыкин - Скульптор: компьютерное моделирование - Чеканка: Московский монетный двор - Гурт: 300 рифлений и надпись «ДЕСЯТЬ РУБЛЕЙ», повторяющаяся дважды, разделённая звёздочками |
| Субъект Российской Федерации, входит в состав Уральского федерального округа. Административный центр – город Курган. |             |              | | |

### 2019 год
| # | Изображение | Герб региона | Описание | Примечание |
| --- | ----------- | ------------ | --- | --- |
| |             |              | В центре диска — обозначение достоинства монеты «10 РУБЛЕЙ». Внутри цифры «0» — скрытые, видимые поочерёдно при изменении угла зрения изображения цифры «10» и надписи «РУБ». В нижней части диска — товарный знак монетного двора. В верхней части кольца по окружности — надпись «БАНК РОССИИ», в нижней — дата «2019», слева и справа — стилизованные ветви растений, переходящие на диск. | Единый аверс для монет 2019 года. |
| 46 |             |              | Изображение герба Костромской области, по окружности — надписи: вверху — «РОССИЙСКАЯ ФЕДЕРАЦИЯ», внизу — «КОСТРОМСКАЯ ОБЛАСТЬ». | - Название монеты: Костромская область - Дата выпуска: 3 июля 2019 года - Каталожный номер: 5714-0064 - Художник: А. Д. Щаблыкин - Скульптор: А. Н. Бессонов - Чеканка: Московский монетный двор - Гурт: 300 рифлений и надпись «ДЕСЯТЬ РУБЛЕЙ», повторяющаяся дважды, разделённая звёздочками |
| Субъект Российской Федерации, входит в состав Центрального федерального округа. Административный центр – Кострома. |             |              | | |

### 2020 год
| # | Изображение | Герб региона | Описание | Примечание |
| --- | ----------- | ------------ | --- | --- |
| |             |              | В центре диска — обозначение достоинства монеты «10 РУБЛЕЙ». Внутри цифры «0» — скрытые, видимые поочерёдно при изменении угла зрения изображения цифры «10» и надписи «РУБ». В нижней части диска — товарный знак монетного двора. В верхней части кольца по окружности — надпись «БАНК РОССИИ», в нижней — дата «2020», слева и справа — стилизованные ветви растений, переходящие на диск. | Единый аверс для монет 2020 года. |
| 47 |             |              | Изображение герба Московской области, по окружности — надписи: вверху — «РОССИЙСКАЯ ФЕДЕРАЦИЯ», внизу — «МОСКОВСКАЯ ОБЛАСТЬ». | - Название монеты: Московская область - Дата выпуска: 14 января 2020 года - Каталожный номер: 5714-0067 - Художник: А. Д. Щаблыкин - Скульптор: А. Н. Бессонов - Чеканка: Московский монетный двор - Гурт: 300 рифлений и надпись «ДЕСЯТЬ РУБЛЕЙ», повторяющаяся дважды, разделённая звёздочками |
| Субъект Российской Федерации, входит в состав Центрального федерального округа. Административный центр – город Красногорск, часть органов управления регионом – в Москве. |             |              | | |
| 48 |             |              | Изображение герба Рязанской области, по окружности — надписи: вверху — «РОССИЙСКАЯ ФЕДЕРАЦИЯ», внизу — «РЯЗАНСКАЯ ОБЛАСТЬ». | - Название монеты: Рязанская область - Дата выпуска: 7 сентября 2020 года - Каталожный номер: 5714-0070 - Художник: А. Д. Щаблыкин - Скульптор: А. Н. Бессонов - Чеканка: Московский монетный двор - Гурт: 300 рифлений и надпись «ДЕСЯТЬ РУБЛЕЙ», повторяющаяся дважды, разделённая звёздочками |
| Субъект Российской Федерации, входит в состав Центрального федерального округа. Административный центр – город Рязань.                                                    |             |              | | |

### 2022 год
| # | Изображение | Герб региона | Описание | Примечание |
| --- | ----------- | ------------ | --- | --- |
| |             |              | В центре диска — обозначение достоинства монеты «10 РУБЛЕЙ». Внутри цифры «0» — скрытые, видимые поочерёдно при изменении угла зрения изображения цифры «10» и надписи «РУБ». В нижней части диска — товарный знак монетного двора. В верхней части кольца по окружности — надпись «БАНК РОССИИ», в нижней — дата «2022», слева и справа — стилизованные ветви растений, переходящие на диск. | Единый аверс для монет 2022 года. |
| 49 |             |              | Изображение герба Карачаево-Черкесии, по окружности — надписи: вверху — «РОССИЙСКАЯ ФЕДЕРАЦИЯ», внизу — «КАРАЧАЕВО-ЧЕРКЕССКАЯ РЕСПУБЛИКА». | - Название монеты: Карачаево-Черкесия - Дата выпуска: 9 ноября 2021 года - Каталожный номер: 5714-0074 - Художник: А. Д. Щаблыкин - Скульптор: А. Н. Бессонов - Чеканка: Московский монетный двор - Гурт: 300 рифлений и надпись «ДЕСЯТЬ РУБЛЕЙ», повторяющаяся дважды, разделённая звёздочками |
| Субъект Российской Федерации, входит в состав Северо-Кавказского федерального округа. Административный центр – город Черкесск. |             |              | | |

| # | Изображение | Герб региона | Описание | Примечание |
| --- | ----------- | ------------ | --- | --- |
| |             |              | В центре диска — обозначение достоинства монеты «10 РУБЛЕЙ». Внутри цифры «0» — скрытые, видимые поочерёдно при изменении угла зрения изображения цифры «10» и надписи «РУБ». В нижней части диска — товарный знак монетного двора. В верхней части кольца по окружности — надпись «БАНК РОССИИ», в нижней — дата «2022», слева и справа — стилизованные ветви растений, переходящие на диск. | Единый аверс для монет 2022 года. |
| 50 |             |              | Изображение герба Ивановской области, по окружности — надписи: вверху — «РОССИЙСКАЯ ФЕДЕРАЦИЯ», внизу — «ИВАНОВСКАЯ ОБЛАСТЬ». | - Название монеты: Ивановская область - Дата выпуска: 30 мая 2022 года - Каталожный номер: 5714-0083 - Художник: А. Д. Щаблыкин - Скульптор: А. Н. Бессонов - Чеканка: Московский монетный двор - Гурт: 300 рифлений и надпись «ДЕСЯТЬ РУБЛЕЙ», повторяющаяся дважды, разделённая звёздочками |
| Субъект Российской Федерации, входит в состав Центрального федерального округа. Административный центр – город Иваново. |             |              | | |

### 2023 год
| # | Изображение | Герб региона | Описание | Примечание |
| --- | ----------- | ------------ | --- | --- |
| |             |              | В центре диска — обозначение достоинства монеты «10 РУБЛЕЙ». Внутри цифры «0» — скрытые, видимые поочерёдно при изменении угла зрения изображения цифры «10» и надписи «РУБ». В нижней части диска — товарный знак монетного двора. В верхней части кольца по окружности — надпись «БАНК РОССИИ», в нижней — дата «2023», слева и справа — стилизованные ветви растений, переходящие на диск. | Единый аверс для монет 2023 года, с точностью до монетного двора. |
| 51 |             |              | Изображение герба Хабаровского края, по окружности — надписи: вверху — «РОССИЙСКАЯ ФЕДЕРАЦИЯ», внизу — «ХАБАРОВСКИЙ КРАЙ». | - Название монеты: Хабаровский край - Дата выпуска: 20 сентября 2023 года - Каталожный номер: 5714-0093 - Художник: А.А. Брынза - Скульптор: А.Н. Бессонов - Чеканка: Московский монетный двор - Гурт: 300 рифлений и надпись «ДЕСЯТЬ РУБЛЕЙ», повторяющаяся дважды, разделённая звёздочками |
| Субъект Российской Федерации, входит в состав Дальневосточного федерального округа. Административный центр – город Хабаровск. |             |              | | |
| 52 |             |              | Изображение герба Омской области, по окружности — надписи: вверху — «РОССИЙСКАЯ ФЕДЕРАЦИЯ», внизу — «ОМСКАЯ ОБЛАСТЬ». | - Название монеты: Омская область - Дата выпуска: 3 ноября 2023 года - Каталожный номер: 5714-0094 - Художник: А. Д. Щаблыкин - Скульптор: Е. И. Новикова - Чеканка: Московский монетный двор - Гурт: 300 рифлений и надпись «ДЕСЯТЬ РУБЛЕЙ», повторяющаяся дважды, разделённая звёздочками  |
| Субъект Российской Федерации, входит в состав Сибирского федерального округа. Административный центр – город Омск.            |             |              | | |

### 2024 год
| #                                                                | Изображение | Герб региона | Описание | Примечание |
| ---------------------------------------------------------------- | ----------- | ------------ | --- | --- |
|                                                                  |             |              | В центре диска — обозначение достоинства монеты «10 РУБЛЕЙ». Внутри цифры «0» — скрытые, видимые поочерёдно при изменении угла зрения изображения цифры «10» и надписи «РУБ». В нижней части диска — товарный знак монетного двора. В верхней части кольца по окружности — надпись «БАНК РОССИИ», в нижней — дата «2024», слева и справа — стилизованные ветви растений, переходящие на диск. | Единый аверс для монет 2024 года, с точностью до монетного двора. |
| 53                                                               |             |              | Изображение герба Ханты-Мансийского автономного округа — Югры, на кольце по окружности имеются надписи, разделенные точками: в верхней части — «РОССИЙСКАЯ ФЕДЕРАЦИЯ», в нижней части — «ХАНТЫ-МАНСИЙСКИЙ АВТОНОМНЫЙ ОКРУГ — ЮГРА». | - Название монеты: Ханты-Мансийский автономный округ — Югра - Дата выпуска: 29 января 2024 года - Каталожный номер: 5714-0095 - Художник: А.Д. Щаблыкин - Скульптор: А.Н. Бессонов - Чеканка: Московский монетный двор - Гурт: 300 рифлений и надпись «ДЕСЯТЬ РУБЛЕЙ», повторяющаяся дважды, разделённая звёздочками |
| Субъект Российской Федерации, входит в состав Тюменской области. |             |              | | |

### 2025 год
Выпущена одна монета: Смоленская область.

### 2026 год
Планируется выпуск одной монеты: Чувашская Республика.

### 2027 год
Планируется выпуск 2 монет: Калининградская область и Ярославская область.

## Стоимость монет
Монеты серии стали предметом коллекционирования. Их рыночная стоимость определяется многими факторами, в частности годом выпуска, тиражом и состоянием. Поскольку большинство монет из серии «Российская Федерация» выпускалось и выпускается достаточно крупными тиражами, стоимость их в состоянии XF-UNC колеблется в районе 50—200 рублей, в зависимости от года. Однако монеты, выпущенные ограниченным тиражом, имеют значительно более высокую стоимость. К таковым относятся монеты, посвящённые Чеченской Республике, Ямало-Ненецкому автономному округу (по 100 тыс. штук), Пермскому краю (200 тыс. штук) и Ненецкому автономному округу (1,95 млн штук), выпущенные в 2010 году, цена которых достигает нескольких тысяч рублей.

## Ошибки и раритеты
- Герб Свердловской области и герб, изображённый на соответствующей монете, отличаются коронами. На утверждённом гербе Свердловской области представлена императорская корона, в то время как на монете по ошибке использован один из проектных вариантов с изображением особой княжеской.
- При чеканке партии 10-рублёвых монет «Республика Северная Осетия — Алания» на Санкт-Петербургском монетном дворе по ошибке на одном гуртильном станке забыли поменять гуртильное кольцо. Гуртильное кольцо при чеканке стояло от монеты номиналом 25 рублей, посвящённой Олимпиаде в Сочи. Так появилась монета с нестандартной гуртовой насечкой. Стоит такая монета значительно дороже обычной[16].